# Népszálló
A Népszálló Budapesten 1912-ben létesült Schodits Lajos és Eberling Béla műépítészek tervei alapján, az Aréna, a mai Dózsa György út 152. sz. alatt, a Lehel és Váci utak között, az előző századelő gyártelepeinek fizetőképes férfimunkássága számára.

## Leírása
A négyszintes szálló szecessziós stílusban, a századfordulón újdonságnak számító vasbeton szerkezettel, igényes kivitelben épült Bárczy István kislakás- és iskolaépítési programja  keretében. A pécsi Zsolnay-gyár falikútjaival, az ebédlő falán Undi Mariska falfestményeivel. A bejárat lépcsősora melletti két munkásábrázolású dombormű Sződy Szilárd szobrász- és éremművész alkotása, akinek legismertebb köztéri szobra a Margit híd budai hídfőjénél álló Przemyśl-emlékmű bronz oroszlánja.
A szállóban az eredetileg 396 hálófülke és 42 hálószoba az emeleti folyosókról nyílt. Az egyszemélyes fülke 2,5 m × 1,8 m alapterületű és 3 m-es belmagasságú volt; az ajtó fölött 65 cm-es drótháló pótolta a falat, hogy a folyosó villanylámpája bevilágítson, illetve átengedje a központi fűtés melegét. Belül vaságy, csapóasztal, szék és fogas volt. A fülkesorokat a közös mosdóhelyiség zárta. A földszinten volt a könyvtár, a játékszoba (a kártyajáték tiltva volt), és a látogatók fogadószobája. A konyha ezer fő számára főzött, az étkezőteremben egyszerre 288-an ebédelhettek. Orvosi rendelő és betegszoba, az alagsorban kádfürdők, zuhanyzók, mosókonyhák, raktárak és gépházak szolgálták a lakókat.
Az első világháború alatt hadikórház volt, a második alatt laktanya, majd megint hadikórház. Budapest ostroma nem tett komolyabb károkat benne. Az 1950-es években a Fővárosi Tanács, majd az 1980-as évek végéig szélesebb kör munkásszállójaként működött. Azóta a Budapesti Módszertani Szociális Központ és Intézményei (BMSZKI) átmeneti szállást biztosít itt a hajléktalanok számára.
2000 és 2002 között a szállót felújították, az emeleteken zuhanyzókat és főzőfülkéket alakítottak ki, megszüntették a szobafalak dróthálóit, renoválták a megmaradt Zsolnay-díszkutat is.

## Egyéb irodalom
- Kabdebó Gyula: Budapest székesfőváros kislakás és iskola építkezései; Pátria Nyomda, Budapest, 1913 (A Magyar Építőművészet külön füzete), 34-35. o.